# Xylotrechus multiimpressus
Xylotrechus multiimpressus là một loài bọ cánh cứng trong họ Cerambycidae.